# Słowenia na Mistrzostwach Świata w Lekkoatletyce 2022
Słowenia na Mistrzostwach Świata w Lekkoatletyce 2022 – reprezentacja Słowenii podczas mistrzostw świata w Eugene liczyła 10 zawodników występujących w 10 konkurencjach. Wywalczyła jeden złoty medal.

## Medaliści
| Medal | Zawodnik     | Konkurencja  | Rezultat | Data     |
| ----- | ------------ | ------------ | -------- | -------- |
| złoto | Kristjan Čeh | rzut dyskiem | 71,13    | 19 lipca |

## Skład reprezentacji

### Kobiety
| Zawodniczka           | Konkurencja                   | Elimincje | Elimincje | Półfinał | Półfinał | Finał   | Finał   | Źródło            |
| Zawodniczka           | Konkurencja                   | Wynik     | Pozycja   | Wynik    | Pozycja  | Wynik   | Pozycja | Źródło            |
| --------------------- | ----------------------------- | --------- | --------- | -------- | -------- | ------- | ------- | ----------------- |
| Anita Horvat          | bieg na 400 m                 | 52,67     | 33.       | NQ       | NQ       | NQ      | NQ      | [ 1 ]             |
| Anita Horvat          | bieg na 800 m                 | 2:01,48   | 18. Q     | 1:59,60  | 6. q     | 1:59,83 | 7.      | [ 2 ] [ 3 ] [ 4 ] |
| Jerneja Smonkar       | bieg na 800 m                 | 2:02,48   | 31.       | NQ       | NQ       | NQ      | NQ      | [ 2 ] [ 3 ] [ 4 ] |
| Agata Zupin           | bieg na 400 m przez płotki    | 57,12     | 32.       | NQ       | NQ       | NQ      | NQ      | [ 5 ]             |
| Maruša Mišmaš-Zrimšek | bieg na 3000 m z przeszkodami | 9:17,14   | 11. Q     | —        | —        | 9:40,78 | 14.     | [ 6 ] [ 7 ]       |

| Zawodniczka      | Konkurencja   | Kwalifikacje | Kwalifikacje | Finał | Finał   | Źródło        |
| Zawodniczka      | Konkurencja   | Wynik        | Pozycja      | Wynik | Pozycja | Źródło        |
| ---------------- | ------------- | ------------ | ------------ | ----- | ------- | ------------- |
| Lia Apostolovski | skok wzwyż    | 1,90         | 10. q        | 1,89  | 12.     | [ 8 ] [ 9 ]   |
| Tina Šutej       | skok o tyczce | 4,35         | 12. q        | 4,70  | 4.      | [ 10 ] [ 11 ] |
| Neja Filipič     | trójskok      | 14,05        | 16.          | NQ    | NQ      | [ 12 ]        |

### Mężczyźni
| Zawodnik   | Konkurencja   | Elimincje | Elimincje | Półfinał | Półfinał | Finał | Finał   | Źródło |
| Zawodnik   | Konkurencja   | Wynik     | Pozycja   | Wynik    | Pozycja  | Wynik | Pozycja | Źródło |
| ---------- | ------------- | --------- | --------- | -------- | -------- | ----- | ------- | ------ |
| Žan Rudolf | bieg na 800 m | 1:49,87   | 39.       | NQ       | NQ       | NQ    | NQ      | [ 13 ] |

| Zawodnik      | Konkurencja   | Kwalifikacje | Kwalifikacje | Finał | Finał   | Źródło        |
| Zawodnik      | Konkurencja   | Wynik        | Pozycja      | Wynik | Pozycja | Źródło        |
| ------------- | ------------- | ------------ | ------------ | ----- | ------- | ------------- |
| Robert Renner | skok o tyczce | 5,50         | 27.          | NQ    | NQ      | [ 14 ]        |
| Kristjan Čeh  | rzut dyskiem  | 68,23        | 2. Q         | 71,13 | 1.      | [ 15 ] [ 16 ] |